# إدواردو ساينز دي بورواغا
ادواردو ساينز دي بورواغا (بالإسبانية: Eduardo Sáenz de Buruaga)‏ (بورت أو برانس 15 أبريل 1893 - مدريد 17 فبراير 1964) هو عسكري إسباني، لعب دورًا بارزًا خلال الحرب الأهلية الإسبانية وديكتاتورية فرانكو.
ينتمي دي بورواغا إلى عائلة ذات تقاليد عسكرية. طور خبراته العسكرية الأولى في الحرب المغربية. حارب مع جانب المتمردين خلال الحرب الأهلية الإسبانية، شارك في معركة برونيت ومعركة ترويل وفي معركة خاراما. وقد كان القائد العام لجزر البليار وإشبيلية، وختم سيرته المدنية مديرًا للحرس المدني. وهو حاصل على ميدالية العسكرية الإسبانية.

## السيرة الذاتية

### البداية العسكرية
ولد في 15 أبريل 1893 في بورتو برنس. دخل أكاديمية توليدو للمشاة في 31 أغسطس 1910. وفي 24 يوليو 1913 تمت ترقيته إلى ملازم ثان وذهب إلى المغرب، حيث قضى عمليًا كامل حياته العسكرية حتى بداية الحرب الأهلية.
أصيب بجروح مرتين خلال حروب الريف. الأول في 25 أكتوبر 1921 عندما أصيب في الذراع الأيمن والمرة الثانية في 18 يوليو 1922 في ساقيه حيث كسرت ساقه.

### الحرب الأهلية
كانت مشاركته في الانقلاب العسكري في 17 يوليو 1936 حاسمة في السيطرة على تطوان. كونه عقيدًا تولى قيادة قوات المتمردين واستولى على جميع المكاتب الرسمية ومركز الشرطة العليا في ليلة ذلك اليوم. وتولى ساينز دي بورواغا شخصياً منصب المفوض السامي في المغرب، كونه رئيس المنطقة حتى وصل الجنرال فرانكو في التاسع عشر من الشهر.
في يوم 23 يوليو انتقل إلى قرطبة لتولي المسؤولية عن هذه المدينة، التي كانت معزولة في الأراضي الجمهورية. قام على الفور بتنظيم الأرتال لاحتلال المدن. وفي 25 يوليو احتل إل كاربيو وطرد الجمهوريين من ألكولية الاستراتيجية. وبتاريخ 28 أخذ بيانة، حيث أصبح القمع عنيفًا، بشكل خاص مع إعدام العديد من رجال الميليشيات. قام بتأمين الاتصالات مع إشبيلية وخلال شهر أغسطس، اتخذ مواقع جديدة مثل المدور ومونتالبان دي قرطبة وسانتايلا ولا رمبلة. في سبتمبر سقطت كلا من سيرو موريانو وإل فاكار وفرنجولش بعد مقاومة جمهورية شديدة، قبل أن يتقدم رتله. وفي أكتوبر تقدم إلى مقاطعة وادي جوادياتو حيث انتهى به الأمر بأخذ عاصمتها بينيارويا-بويبلونييفو في 15 من الشهر.
نقل ساينز دي بورواغا رتله إلى جبهة مدريد، وتسمية رتله إلى اللواء الثاني من الفرقة المعززة لمدريد، وتمكن من أخذ سيرو ديل أغويلا وبواديلا ديل مونتي بعد قتال شرس. ولكن أوقفته القوات الجمهورية أخيراً. فاجتاز جبهة الجراما، وشارك في معركة تحمل نفس الاسم، حيث كان على رأس اللواء الثاني، فتلقى رصاصة في صدره. في 31 مارس 1937 تم ترقيته إلى رتبة عميد وعين حاكمًا عسكريًا لقصرش، بالإضافة إلى استلامه قيادة الفرقة المغربية 150، الوحدة التي شارك بها في معركة برونيت في يوليو. كما أنه استعان بها لاحقًا في استعادة ترويل.

### نظام فرانكو
في 28 فبراير 1939، تم تعيينه رئيسًا للمنطقة الغربية للمحمية المغربية. في 29 أغسطس 1939 عين حاكمًا عسكريًا لمدريد. خلال هذه الفترة في 18 يونيو 1942 تمت ترقيته إلى لواء. وكان منصبه التالي هو منصب الحاكم العام لمقاطعة كامبو جبل طارق في 1944. وفي 1948 ترقى إلى منصب فريق، وبحكم توليه منصب القبطان العام لجزر البليار في 1952 انتقل إلى المنطقة العسكرية الثانية (إشبيلية). وفي 1957 تم تعيينه مديرًا عامًا للحرس المدني.
توفي في التاسعة من صباح 17 فبراير 1964 في منزله بمدريد.